# 芬德利鎮區 (密蘇里州道格拉斯縣)
芬德利鎮區（英語：Findley Township）是位於美國密蘇里州道格拉斯縣的一個行政鎮區。

## 地方資料
芬德利鎮區的面積為92.85平方千米，當中陸地面積為92.80平方千米，而水域面積為0.05平方千米。根據2020年美國人口普查的數據，當地共有人口600人，而人口密度為每平方千米6.46人。